# 普里霍季基夫卡
49°37′31″N 38°54′36″E / 49.62528°N 38.91000°E
普里霍季基夫卡（烏克蘭語：Приходьківка）是位於烏克蘭東部的村莊，由盧甘斯克州斯瓦托韋區的比洛庫拉基內市鎮負責管轄。該村始建於1745年，面積1平方公里，海拔高度159米，2001年人口16，人口密度每平方公里16人。